# L'Intérieur d'une cuisine (Drölling)
L'Intérieur d'une cuisine est un tableau  de Martin Drölling (1752-1817), une peinture à l'huile sur toile de 65 × 80,8 cm datant de 1815.

## Description
Le tableau présente une cuisine de l'époque (début du XIXe siècle) avec une fenêtre ouverte dans le fond, de nombreux ustensiles, deux femmes et un enfant jouant avec un chat.

## Historique
Cette peinture de 1815 est présentée au Salon de 1817 quelques jours après le décès de l'artiste. Il y connait un grand succès.
Honoré de Balzac cite le nom du peintre dans la Femme de trente ans et dans Pierre Grassou tirés de La Comédie humaine,.
Hanns Heinz Ewers en a fait le héros de sa nouvelle le Cœur des rois dans son recueil de nouvelles de 1907 Das Grauen (traduit en français par Dans l'épouvante). Il y raconte l'histoire romancée de ce tableau.
Le tableau a été acquis par le musée le 20 juin 1817 pour 4 000 francs auprès du fils du peintre.

## Utilisation du brun de momie
Lors de la Révolution française, les restes des rois, reines et autres personnages inhumés dans la basilique Saint-Denis sont exhumés, profanés et versés dans des lits de chaux.
Mais selon la tradition, les cœurs des rois et des reines étaient conservés à l'abbaye du Val-de-Grâce. Ils sont également profanés pour fabriquer du brun momie, réputés réaliser des vernis de qualité ou de nombreuses nuances de brun-rouge. Louis François Petit-Radel revend 45 de ces cœurs momifiés à prix d'or à des peintres. Martin Drolling en acquiert 17 pour ses futurs tableaux dont le présent.

## Articles